# マヌエラ・マガー
マヌエラ・マガー（Manuela Mager、1962年7月11日 - ）は、旧東ドイツ出身の女性フィギュアスケート選手。1980年レークプラシッドオリンピックペア銅メダリスト。パートナーはウーベ・ベーベルスドルフ。

## 経歴
- 1980年レークプラシッドオリンピックで銅メダルを獲得。直後の1980年世界フィギュアスケート選手権で2位となり引退。
- 現在は競技から完全に引退し、秘書として活動している。

## 主な戦績
| 大会/年        | 1976-77 | 1977-78 | 1978-79 | 1979-80 |
| -------------- | ------- | ------- | ------- | ------- |
| オリンピック   |         |         |         | 3       |
| 世界選手権     | 5       | 2       |         | 2       |
| 欧州選手権     | 4       | 3       |         | 5       |
| 東ドイツ選手権 | 1       | 1       |         | 2       |